# Нил Постник
Нил Синайский (Постник, Анкирский, Старший, Синаит; ? — 450) — христианский святой, почитаемый в лике преподобного, отшельник, автор аскетических сочинений. Память совершается в Православной церкви 12 ноября (по юлианскому календарю), в Католической церкви — 12 ноября.

## Жизнеописание
Преподобный Нил родился в IV веке в Константинополе, получил хорошее образование и в молодом возрасте стал префектом столицы Византии. Нил был женат, имел двоих детей. Огромное влияние на жизнь Нила и его семьи оказал святитель Иоанн Златоуст, учеником которого он стал. Нил с супругой приняли решение расстаться и посвятить себя монашеской жизни. Из жития преподобного известно, что супруги раздали своё имущество нищим и нуждавшимся, отпустили на свободу рабов и рабынь. Нил с сыном Феодулом удалились на Синай, а его супруга с дочерью в один из египетских монастырей.
Нил поселился в пещере у горы Хорив, где в тот период складывалась монашеская община монастыря Святой Екатерины. В синайской пустыне Нил провёл 40 лет, привлекая своим аскетизмом многих верующих. Когда его сын Феодул был захвачен сарацинами, то его выкупил из плена епископ Эмесский. Узнав об этом, Нил пришёл в Эмес, где был принят епископом, который рукоположил его и Феодула в пресвитеров.
Вернувшись на Синай, Нил более не отлучался из своей пещеры и мирно скончался в 450 году.

## Сочинения
Преподобный Нил, по примеру своего учителя Иоанна Златоуста, занимался толкованием Святого Писания и изъяснением догматов веры. Известность ему принесли его аскетические сочинения.
К наиболее известным его сочинениям относятся:
- Слово о молитве (153 главы) Архивная копия от 1 декабря 2020 на Wayback Machine;
- Слово к Евлогию монаху о самовольной бедности, о преимуществах уединенной жизни, с размышлениями об уклонении от мира, о твердости в борьбе, о терпении в скорбях и борьбе со страстями и т. д.;
- «Ручная книжка Эпиктета» с изложением мыслей этого греческого философа в контексте христианского вероучения.
- Переписка преподобного Нила нравственного содержания.

Известны гневные послания Нила, обличающие императора Аркадия, изгнавшего из Константинополя Иоанна Златоуста.
Нил Синайский был очевидцем и описал второе избиение преподобных отцов в Синае и Раифе.